# Paidiscura subpallens
Paidiscura subpallens là một loài nhện trong họ Theridiidae.
Loài này thuộc chi Paidiscura. Paidiscura subpallens được Friedrich Wilhelm Bösenberg & Embrik Strand miêu tả năm 1906.